# Ravnište (gmina Kučevo)
Ravnište (cyr. Равниште) – wieś w Serbii, w okręgu braniczewskim, w gminie Kučevo. W 2011 roku liczyła 119 mieszkańców.